# The Warrens of Virginia (film 1915)
The Warrens of Virginia è un film muto del 1915 prodotto e diretto da Cecil B. DeMille che appare anche come montatore. La sceneggiatura si basa sull'omonimo lavoro teatrale di William C. de Mille andato in scena a New York il 3 dicembre 1907 che aveva come protagonista femminile Mary Pickford al suo debutto a Broadway. Ne sarà fatta nel 1924, prodotta dalla Fox Film Corporation, un'ulteriore versione sempre con il titolo The Warrens of Virginia diretta da Elmer Clifton.

## Trama

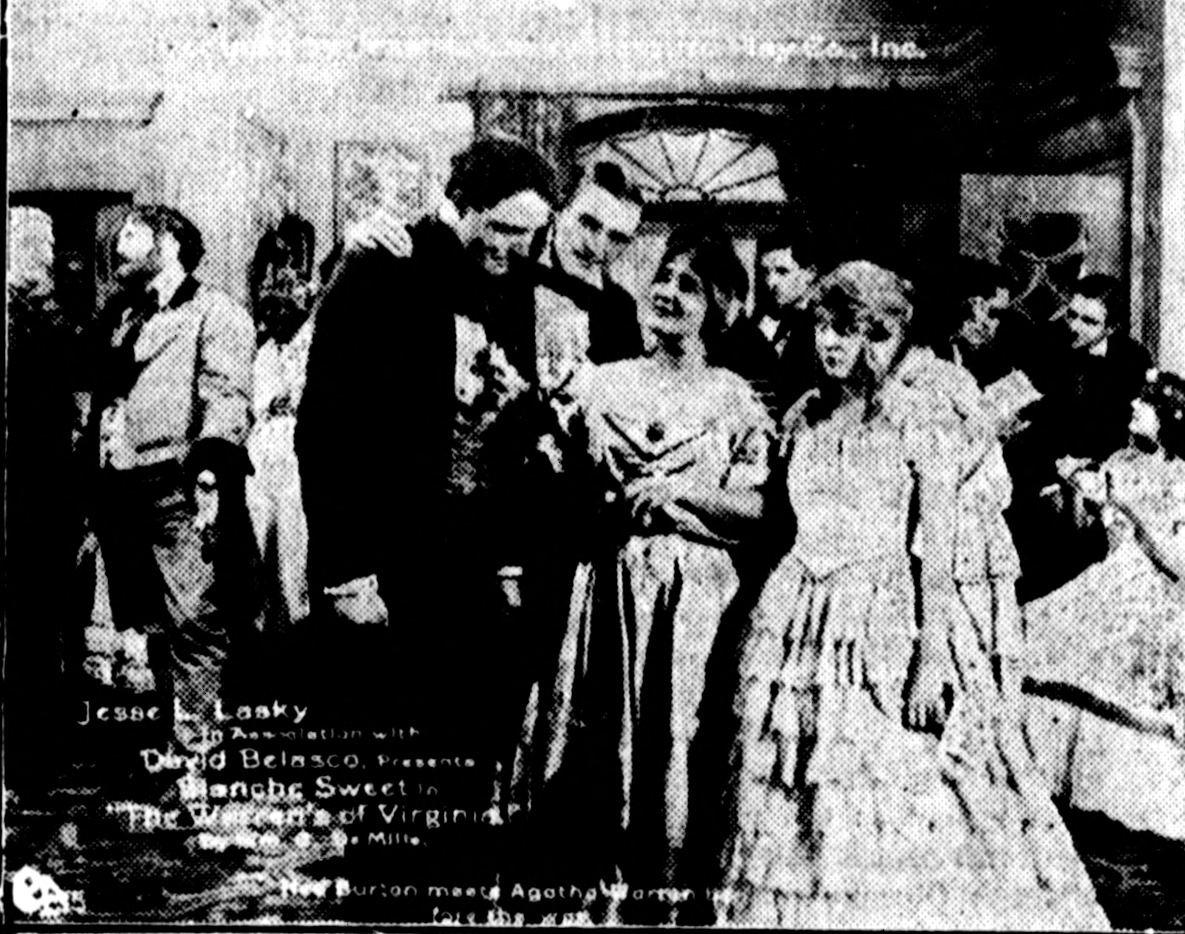
Pubblicità su quotidiano
(7 marzo 1916)

Alla piantagione del generale Warren si tiene un ballo in onore del generale Griffin. un commilitone con il quale Warren ha combattuto durante la guerra messicana. Nel corso della serata Ned Burton, nipote di Griffin, si dichiara ad Agatha Warren, la figlia del padrone di casa. Prima che la ragazza gli dia la sua risposta, però, arriva la notizia dell'attacco confederato a Fort Sumter, fatto che darà il via alla guerra di secessione americana. La festa finisce e i militari guadagnano i loro rispettivi acquartieramenti: Ned si unisce alle truppe dell'Unione, mentre Warren assume il comando di quelle confederate.
Sono passati quattro anni. La guerra continua a infuriare e i confederati, affamati, aspettano un convoglio di rifornimenti e rinforzi. Il generale Griffin affida al nipote dei dispacci che, se catturato, dovranno mettere fuori pista i confederati, facendo deviare il treno. Ted viene arrestato a casa dei Warren e, accusato di essere una spia, viene condannato alla fucilazione. Agatha cerca di organizzare la sua fuga ma lui, troppo orgoglioso, respinge la sua offerta di aiuto. Nel contempo, giunge l'annuncio della resa di Lee e Ned viene liberato. Pensando di essere stata tradita, Agatha lo rimprovera ma, dopo che Griffin le ha spiegato come sono andate le cose, Agatha ci ripensa e finalmente accetta la proposta di matrimonio dell'innamorato.

## Produzione
Il film fu prodotto dalla Jesse L. Lasky Feature Play Company.
Alcune fonti contemporanee accreditano nel ruolo di Betty Warren a Marguerite House, altre a Mildred Harris.
George Cary Eggleston trasse un romanzo dal lavoro teatrale di William de Mille. La storia si basa su un incidente accaduto a H. C. de Mille, nonno di William e Cecil al tempo della guerra di secessione. Molti arredamenti e oggetti di scena che appaiono nel film appartenevano alla famiglia de Mille e si trovavano nella loro casa in Virginia.

## Distribuzione

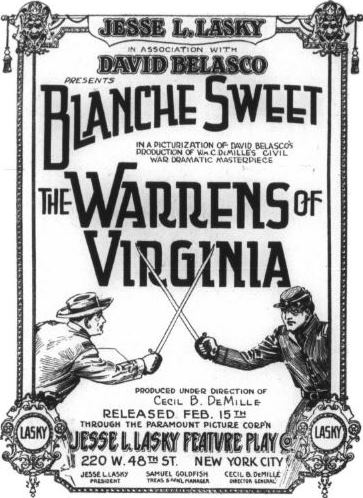
Pubblicità su Variety
(6 febbraio 1915)

Il copyright del film, richiesto dalla Jesse L. Lasky Feature Play Co., Inc., fu registrato il 10 febbraio 1915 con il numero LU4428.
Distribuito dalla Paramount Pictures e presentato da David Belasco e Jesse L. Lasky, il film uscì nelle sale cinematografiche statunitensi il 15 febbraio 1915.
Copia completa della pellicola si trova conservata negli archivi del George Eastman House di Rochester.